# Michaela Gautam
Michaela Gautam (* 25. Januar 1987) ist eine tschechische Unternehmerin, Autorin und Gründerin der Non-Profit-Organisation Nepálčata, die bedürftige Kinder in Nepal unterstützt.

## Leben
Gautam wurde in Bratislava geboren. In Brünn besuchte sie bis zum Abitur ein Gymnasium und arbeitete danach als Journalistin in Prag. Sie studierte Wirtschaftswissenschaften im Fernstudium. Ein Studium der Sozialwissenschaften brach sie ab; auch ihre Tätigkeit als Journalistin beendete sie aus Enttäuschung über die Medien.
Gautam bereiste rund 50 Länder. Mit 20 Jahren absolvierte sie ein Auslandsjahr in England, von wo aus sie Reiseberichte für tschechische Medien herausgab. Mit 21 Jahren reiste sie für ein halbes Jahr nach Nepal, um als Freiwillige Englisch zu unterrichten. Anfangs war sie von den Bedingungen an den dortigen Dorfschulen enttäuscht, ließ sich dann aber durch eine Begegnung mit einem Kind motivieren, als Lehrerin dort zu bleiben.
Nach ihrer Rückkehr nach Tschechien gründete sie eine Non-Profit-Organisation, die ein Kinderheim in Nepal für 70 Kinder errichtete und für deren Bildung sorgt.
Michaela Gautam ist verheiratet und hat drei Söhne.

## Geschäftliche Aktivitäten
Nach der Rückkehr nach Tschechien gründete Gautam die Non-Profit-Organisation Nepálčata sowie ein Geschäft mit nepalesischer Mode unter dem Namen Thao, das später umbenannt wurde zu „Michaela Gautam“. Im Jahr 2013 erzielte das Geschäft mit nepalesischer Mode einen Umsatz von 50 Millionen Tschechischen Kronen. Aus dem Erlös unterstützt sie ihre Non-Profit-Organisation.
Im Jahr 2014 wurde der E-Shop von Michaela Gautam für den tschechischen Preis „Křišťálová lupa“ (Kristalllupe) in der Kategorie E-Commerce Inspiration nominiert.

## Schriftstellerische Tätigkeit
Michaela Gautam gab  fünf Bücher heraus:
- Mé nepálské lásky, 2018, ISBN 978-80-270-4342-2
- Mé nepálské trable, 2019, ISBN 978-80-270-6386-4
- Mé nepálské lásky v obrazech, 2019, ISBN 9788027050857
- Kuchařka šmrncnutá Nepálem a Indií, 2021, ISBN 978-80-270-8557-6
- Leo a Yetti, Pohádky z Nepálu, 2021, ISBN 978-80-908-4201-4